# Karayakup, Sarıkaya
Karayakup là một thị trấn thuộc huyện Sarıkaya, tỉnh Yozgat, Thổ Nhĩ Kỳ. Dân số thời điểm năm 2010 là 1.901 người.